# Me and That Man
Me and That Man – zespół wykonujący muzykę z pogranicza rocka, folku i country. Powstał w 2016 roku z inicjatywy polskiego gitarzysty i wokalisty Adama "Nergala" Darskiego, znanego z występów w zespole Behemoth oraz brytyjskiego wokalisty i gitarzysty Johna Portera. Debiutancki album studyjny formacji zatytułowany Songs of Love and Death trafił do sprzedaży 24 marca 2017 roku nakładem wytwórni muzycznej Cooking Vinyl.

## Dyskografia
| Tytuł                                                   | Dane dot. albumu                                       | Pozycja na liście | Pozycja na liście | Pozycja na liście | Pozycja na liście |
| Tytuł                                                   | Dane dot. albumu                                       | POL               | AUT               | CHE               | GER               |
| ------------------------------------------------------- | ------------------------------------------------------ | ----------------- | ----------------- | ----------------- | ----------------- |
| Songs of Love and Death                                 | - Data: 24 marca 2017 - Wydawca: Cooking Vinyl         | 3                 | 59                | 76                | 70                |
| New Man, New Songs, Same Shit, Vol. 1                   | - Data: 27 marca 2020 - Wydawca: Mystic Production     | 4                 | –                 | 77                | 26                |
| New Man, New Songs, Same Shit, Vol. 2                   | - Data: 19 listopada 2021 - Wydawca: Mystic Production | 7                 | –                 | 79                | 95                |
| „–” oznacza, że album nie był notowany na danej liście. |                                                        |                   |                   |                   |                   |

## Teledyski
| Tytuł                            | Rok  | Reżyseria                  | Album                   | Źródło |
| -------------------------------- | ---- | -------------------------- | ----------------------- | ------ |
| „My Church Is Black”             | 2017 | Olga Czyżykiewicz          | Songs of Love and Death | [ 7 ]  |
| „Cyrulik Jack”                   | 2017 | Olga Czyżykiewicz          | Songs of Love and Death | [ 8 ]  |
| „Ain't Much Loving”              | 2017 | –                          | Songs of Love and Death | [ 9 ]  |
| „Cross My Heart And Hope To Die” | 2017 | Peter Beste, Nico Poalillo | Songs of Love and Death | [ 10 ] |